# 스타드 벨로드롬
스타드 벨로드롬(Stade Vélodrome)은 프랑스 마르세유에 위치한 축구 경기장이다. 주로 리그 1에 속한 올랭피크 드 마르세유의 홈구장으로 쓰이며, 1938년 FIFA 월드컵, 1998년 FIFA 월드컵, 그리고 2007년 럭비 월드컵을 개최하였다. 프랑스 내에서 가장 큰 클럽 축구 전용 경기장으로, 최대 67,394명을 수용할 수 있다. 또한, 이 경기장은 프랑스 럭비 유니온 국가대표팀이 자주 사용한다. 이름에서 알 수 있듯이, 원래는 사이클 경기장으로 건설되었다.
최고 관중수를 기록한 경기는 뉴캐슬 유나이티드 FC와의 UEFA 컵 준결승전으로, 이 경기를 보기 위해 58,897명이 벨로드롬을 찾았다. 이 경기장은 프랑스에서 개최된 1938년 FIFA 월드컵 경기를 유치하기도 하였다. 벨로드롬이 개장한 후 치러진 첫 경기는 올랭피크 드 마르세유와 토리노 FC의 1937년 경기이다. 2011년, 마르세유는 효과적으로 수입을 거두기 위해, 수용 인원을 67,000명으로 증가시키고, 모든 스탠드에 지붕을 씌우는 계획을 제안하였다.
프랑스 럭비 국가대표팀은 2000년대 초기 이 경기장에서 인상적인 승리들을 거두었다. 2000년 11월, 프랑스는 뉴질랜드 올 블랙스를 42-33으로 이겼고, 2001년에는 오스트레일리아 럭비 유니온 국가대표팀을 1점차로 이겼다. 2002년에는 스프링복스를 이겼고, 2003년에는 잉글랜드 럭비 유니온 국가대표팀을 이겼다. 그러나, 2004년 아르헨티나 럭비 유니온 국가대표팀에 14-24로 패하며, 기운이 쇠하기 시작하였다. 2009년 11월, 이 경기장은 프랑스와 뉴질랜드 간의 럭비 경기를 개최하였다. 2009년 4월 18일, 툴롱은 프랑스 럭비 리그의 홈 경기를 벨로드롬에서 치렀고, 57,039명의 관중이 그 경기를 보기 위해 웅집하였고, 14-6 승리를 거두며 2008-09 시즌의 강등을 성공적으로 피하였다. 툴롱은 이어지는 2시즌간 2번의 홈경기를 더 치렀다. 벨로드롬은 2010-11 럭비 리그의 준결승 경기를 유치하기도 하였다.

## 역사
1935년, 건축가 폴라크 플로캥 (Pollack Ploquin) 은 마르세유에 경기장을 짓기로 선정되었다. 3년 전에 올림픽을 위해 경기장을 설계했던 앙리 플로캥 (Henry Ploquin) 이 경기장을 설계하였다. 재정적 이유로, 앙리 플로캥이 설계했던 경기장 중 스타드 벨로드롬만이 건설되었다. 1935년 4월 28일, 마르세유 시장 리보에 의해 벨로드롬의 주춧돌이, 생 기니 (St. Giniez) 와 상트말게리트 (Sainte-Marguerite)의 도심과 부도심 사이에 놓였다. 스타드 벨로드롬은 1937년 6월 13일에 개장하였고, 이탈리아의 토리노 FC와 올랭피크 드 마르세유간의 개장 친선경기가 열렸고, 마르세유는 2-1로 이 경기에서 승리하였다. 1937년 8월 29일, 프랑스 챔피언십 두 번째 날 OM과 RC 캉과의 경기가 펼쳐졌는데, 이는 벨로드롬이 개최한 첫 공식경기이다.
스타드 벨로드롬이란 이름은, 이 경기장에서 펼쳐진 한 차례의 싸이클링 경기에서 유래하였다. 시간이 지나면서, 경기장을 원형으로 돌던 자전거 트랙을 철거하였다. 이 경기가 덜 치러지게 되었지만, 올랭피크 드 마르세유 홈팬들은 여전히 이 이름을 자주 쓴다. OM은 이 경기장을 "도시 정부의 무대"라고 부르며 오랫동안 경기장과 악연을 맺었다. 올랭피크의 팬들은 진짜 홈 경기장은 스타드 루보느이며, 1920년대 초 팬들의 재정 지원으로 OM이 소유한 경기장이었다. 제2차 세계 대전 이후, 그러나, OM은 더 이상 루보느를 보유하지 않았다. 도시의 지원으로, 마르셀 레클레의 회장하에 OM은 루보느에서 1945년과 1960년 사이 홈경기를 치렀다. 시정부는 그 와중에 벨로드롬으로 홈구장을 옮길 것을 계속적으로 제안하였다. 1970년대, OM은 경기장을 마르세유 XIII 럭비 리그와 공유하게 되었다.

### 1998년 월드컵과 그 후
스타드 벨로드롬은 1998년 FIFA 월드컵을 위해 리모델링되어, 수용인원이 42,000명에서 60,031명으로 증가하였다. 벨로드롬은 1997년 12월 4일, 조별 추첨식 장소로 사용 (월드컵 역사상 야외에서 조추첨을 하였다.) 되었다. 이 경기장에서 일곱 경기를 주최하였는데, 이중 한 경기는 홈팀 프랑스의 남아프리카 공화국과의 경기였다. 그 외로 주요 경기로는 네덜란드의 아르헨티나와의 8강전 경기와 네덜란드와 브라질의 준결승전 경기였다. 2011년 기준으로, 최고 관중수를 기록한 축구 경기는 2-0으로 마르세유가 승리한 뉴캐슬 유나이티드 FC와의 2004년 5월 6일 UEFA 컵 준결승전 경기로, 58,897명의 관중이 모였다.2007년 럭비 월드컵에서 벨로드롬은 6경기를 주최하였는데, 오스트레일리아와 잉글랜드 (59,120명의 기록적인 관중을 기록), 남아프리카 공화국과 [[피지 럭비 유니온 국가대표팀 간의 8강전 경기를 2차례 치렀다. 2009년 7월 16일, 마돈나 콘서트를 준비하는 과정에서, 구조를 받치는 4개의 기둥 중 하나가 무너져, 60톤의 지붕이 무너졌다. (2명이 사망, 8명이 크레인에 부딪쳐 부상)
마르세유의 맹비난을 받은 이 건물 (지붕이 없고, 강풍에 노출되며, 음향적으로 형편없음) 은 2003년부터 경기장의 현대화를 위한 제안들이 속속히 등장하였다. 2009년 7월, 마르세유 시의회는 시청에서 리모델링 프로젝트에 대해 제안이 나왔고, 공기업-민사기업 파트너쉽 (PPP) 에 의한 프로젝트로 확정되었다. 2010년 6월 21일, 프랑스가 UEFA 유로 2016 유치에 성공함에 따라, UEFA 5성급 경기장으로 승격시키기 위한 프로젝트에 탄력을 받았다. 이 작업은 2011년 봄에 시작하여 2014년 여름에 완료되었다.

## 관중수
2002년에 디비시옹 1이 리그 1로 개칭되었다. 다음은 2000-01 시즌에서 2008-09 시즌까지의 관중수이다.
| 시즌    | 평균관중 | 리그 단계  |
| ------- | -------- | ---------- |
| 2000–01 | 50,755   | 디비시옹 1 |
| 2001-02 | 50,030   | 디비시옹 1 |
| 2002–03 | 48,233   | 리그 1     |
| 2003–04 | 51,785   | 리그 1     |
| 2004–05 | 52,996   | 리그 1     |
| 2005-06 | 49,731   | 리그 1     |
| 2006–07 | 49,005   | 리그 1     |
| 2007–08 | 52,600   | 리그 1     |
| 2008–09 | 52,276   | 리그 1     |

## 1938년 FIFA 월드컵 경기
| 날짜            | 시간 (CET 기준) | 팀1      | 결과         | 팀2      | 라운드   | 관중   |
| --------------- | --------------- | -------- | ------------ | -------- | -------- | ------ |
| 1938년 6월 5일  | 17:00           | 이탈리아 | 2–1 (a.e.t.) | 노르웨이 | 16강전   | 18,000 |
| 1938년 6월 16일 | 18:00           | 이탈리아 | 2–1          | 브라질   | 준결승전 | 30,000 |

## 1998년 FIFA 월드컵 경기
| 날짜            | 시간 (CET 기준) | 팀1      | 결과          | 팀2               | 라운드   | 관중   |
| --------------- | --------------- | -------- | ------------- | ----------------- | -------- | ------ |
| 1998년 6월 12일 | 21:00           | 프랑스   | 3–0           | 남아프리카 공화국 | C조      | 55,077 |
| 1998년 6월 15일 | 14:30           | 잉글랜드 | 2–0           | 튀니지            | G조      | 54,587 |
| 1998년 6월 20일 | 21:00           | 네덜란드 | 5–0           | 대한민국          | E조      | 55,000 |
| 1998년 6월 23일 | 21:00           | 브라질   | 1–2           | 노르웨이          | A조      | 55,000 |
| 1998년 6월 27일 | 16:00           | 이탈리아 | 1–0           | 노르웨이          | 16강전   | 55,000 |
| 1998년 7월 4일  | 16:00           | 네덜란드 | 2–1           | 아르헨티나        | 8강전    | 55,000 |
| 1998년 7월 7일  | 21:00           | 브라질   | 1–1 (4–2 PEN) | 네덜란드          | 준결승전 | 54,000 |

## UEFA 유로 2016 경기
스타드 벨로드롬은 UEFA 유로 2016의 준결승전을 포함해 본선 6경기를 주최할 예정이다. 2016년, 이 경기장은 1960과 1984년 대회의 준결승전도 개최한 이력이 있음에 따라 유럽 최초로 UEFA 유럽 축구 선수권 대회 준결승전을 3번 개최한 경기장으로 기록을 남길 예정이다.
| 날짜            | 시간 (CET 기준) | 팀1        | 결과            | 팀2      | 라운드   | 관중   |
| --------------- | --------------- | ---------- | --------------- | -------- | -------- | ------ |
| 2016년 6월 11일 | 21:00           | 잉글랜드   | 1 : 1           | 러시아   | B조      | 62,343 |
| 2016년 6월 15일 | 21:00           | 프랑스     | 2 : 0           | 알바니아 | A조      | 63,670 |
| 2016년 6월 18일 | 18:00           | 아이슬란드 | 1 : 1           | 헝가리   | F조      | 60,842 |
| 2016년 6월 21일 | 21:00           | 우크라이나 | 0 : 1           | 폴란드   | C조      | 58,874 |
| 2016년 6월 30일 | 21:00           | 폴란드     | 1 : 1 (3 PSO 5) | 포르투갈 | 8강전    | 62,940 |
| 2016년 7월 7일  | 21:00           | 독일       | 0 : 2           | 프랑스   | 준결승전 | 64,078 |

## 구조
| 1  | 장 부앙 스탠드          |
| 2  | 비라주 수 슈발리에 로스 |
| 3  | 가나이 스탠드           |
| 4  | 비라주 노르 드 페레티   |
| 5  | 장애인 관중석 (258석)   |
| 6  | 기자회견실              |
| 7  | 메자닌                  |
| 8  | 연단                    |
| 9  | VIP 홀                  |
| 10 | 프로젝터                |
| 11 | 로칼                    |
| 12 | 탈의실                  |
| 13 | 사무실                  |
| 14 | TV 스튜디오             |
| 15 | 대형 스크린             |

네개의 스탠드는 선수들의 이름 (1920년대의 육상선수 장 부앙, 1920년대 싸이클리스트 구스타브 가나이), 인기높은 곰 (파트리스 드 페레티, "데프" (Depe) 라는 별명을 가짐, 2000년 7월 급사), 그리고 1720년 전염병에서 슈발리에 로스의 이름을 땄다.

## 위치와 교통
경기장은 마르세유 구항구에서 4Km 떨어져 있으며, 남부 마르세유의 생트 마게리트와 생 기니에 위치한다. 우보느 강이 남쪽에 위치하며, 북쪽으로 파크 샤노와 지역 TV 방송국인 프랑스 3 메디트라네이 (France 3 Méditerranée) 가 인근에 위치한다. 서쪽에는 미셸레 가 (Boulevard Michelet) 가 위치하며, 동쪽으로 마르세유 스포츠 궁전 (Palais des Sports) 와 벨로드롬 프로젝트와 병행하여 럭비 경기장이 될 델로르 경기장 (Delort) 가 위치한다.
벨로드롬은 레지 드 트랑스포르 드 마르세유 (Régie des transports de Marseille) 가 운영하는 버스와 지하철 네트워크로 접근 가능하다. 여러대의 버스 이외에도, 마르세유 메트로 2호선의 역 2개가 경기장 인근에 위치한다. 가나이나 북쪽스탠드로 갈 관중은 생 마게리트 드로믈 (Sainte-Marguerite Dromel) 역을 사용하는 반면, 론-퐁 드 프라도 (Rond-Point du Prado) 역은 남쪽 스탠드와 장 부앙 스탠드로 가는데 쓰인다. 이 노선은, 마르세유의 생-샤를 기차역과도 연계되어 있어서, 경기일날 이 노선에 추가 편성 일정이 잡혀있다.
마르세유 공항은 벨로드롬에서 30Km 떨어져 있다.

## 미래 계획
스타드 벨로드롬은 2014년까지 확장 공자를 마칠 계획 (UEFA 유로 2016을 나중에 개최)이며, 계속적으로 올랭피크 드 마르세유의 홈경기를 주최할 것이다. 현재 이 경기장은 60,031명을 수용할 수 있고, 리모델링 이후, 수용인원은 67,000명으로 증가할 것이다. 프로젝트의 소요 비용은 €267M으로 예상되고 있다. 경기장의 확장과 현대화는 프랑스가 UEFA 유로 2016을 개최하게 되는 결정적인 계기가 되었다. 프랑스가 만약 개최하지 못한다고 하여도 "프로젝트는 진행될 것"이라고 장-클로드 고댕 마르세유 시장은 밝혔다. 마르세유는 신시가지 개발 사업도 제안하였다.

### 공사
마르세유는 이 경기장의 수용력을 늘리고 UEFA의 규정에 맞추어 모든 스탠드에 지붕을 설치할 것이다. 이 프로젝트는 여러곳의 대접실과 미디어실, 장애인 관중석의 동선을 개선할 것이다.

### 접근
가나이 스탠드는 보존되고 리모델링 될 것이다. RTM 주차장은 사무실 타워로 리모델링 될 것이다. RTM을 사용했던 이들은 더 넓은 지하주차장을 사용하게 될 것이다. 나무와 바람 터빈은 인근에 환경 개선에 도움을 줄 예정이다.

### 비용
프로젝트 비용은 €150M으로 예상된다. 민자투자는 이중 3분의 2가 될 것이며, 나머지는 부슈뒤론주 정부의 지원을 받게 된다. 프랑스 정부 또한 이 지역의 인프라 개선에 참여하게 될 것이다. 시 정부는 최소 €20M을 투자하게 될 것이다. 여러 차례 검토끝에, 시장은 PPP 파트너쉽에 합의하였다.

### 건설 일정
이 프로젝트는 2014년 여름에 종료될 것으로 계획되어 있다. 공사 기간 동안, OM은 벨로드롬에 남을 것이다.

### 올랭피크 드 마르세유
장-클로드 고댕 시장은 "올랭피크 드 마르세유는 이 프로젝트와 밀접한 관계를 맺을 것"이라고 언급하였다. 이 클럽은 경기장을 공사중에도 사용할 것이라고 하였다. 새로 선출된 주요 인사들은 표값을 조절하는데 힘쓰기를 원하고 있다.

### 경기장 명명권
고댕 시장은 "나는 벨로드롬의 이름을 팔아 개칭하지 않겠다"라고 스폰서 명명권을 거절하였다. 지금까지, 누구도 벨로드롬의 명명권을 획득하지 못하였다.

## 사진

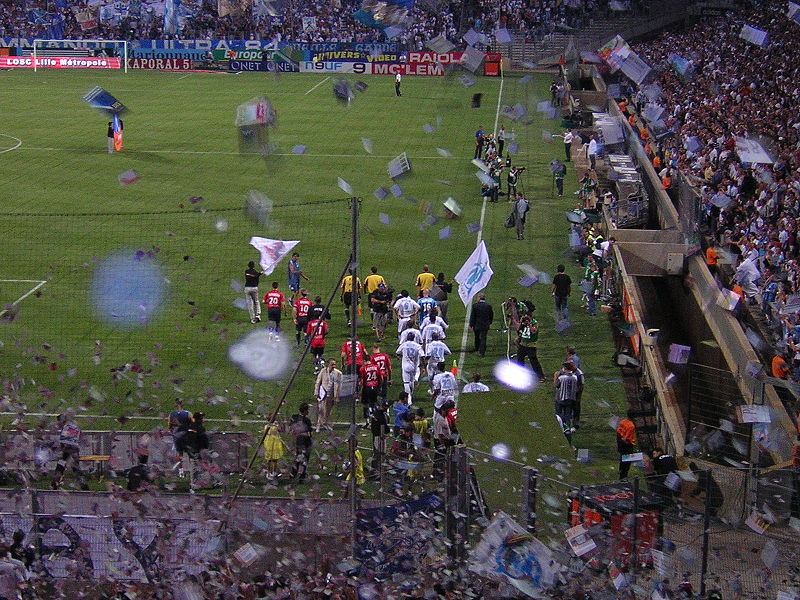
2004년 마르세유-릴 OSC 전
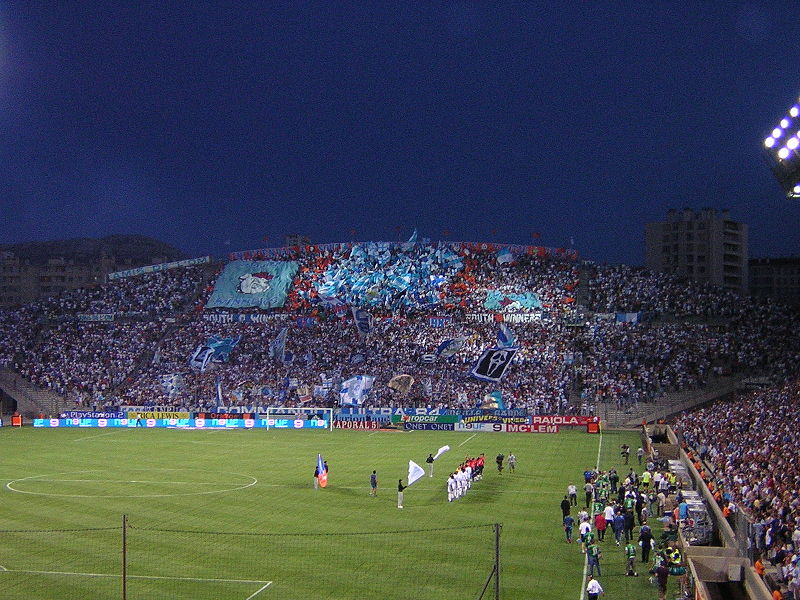
비라주 수의 사진: 2004년 마르세유-릴 OSC 전
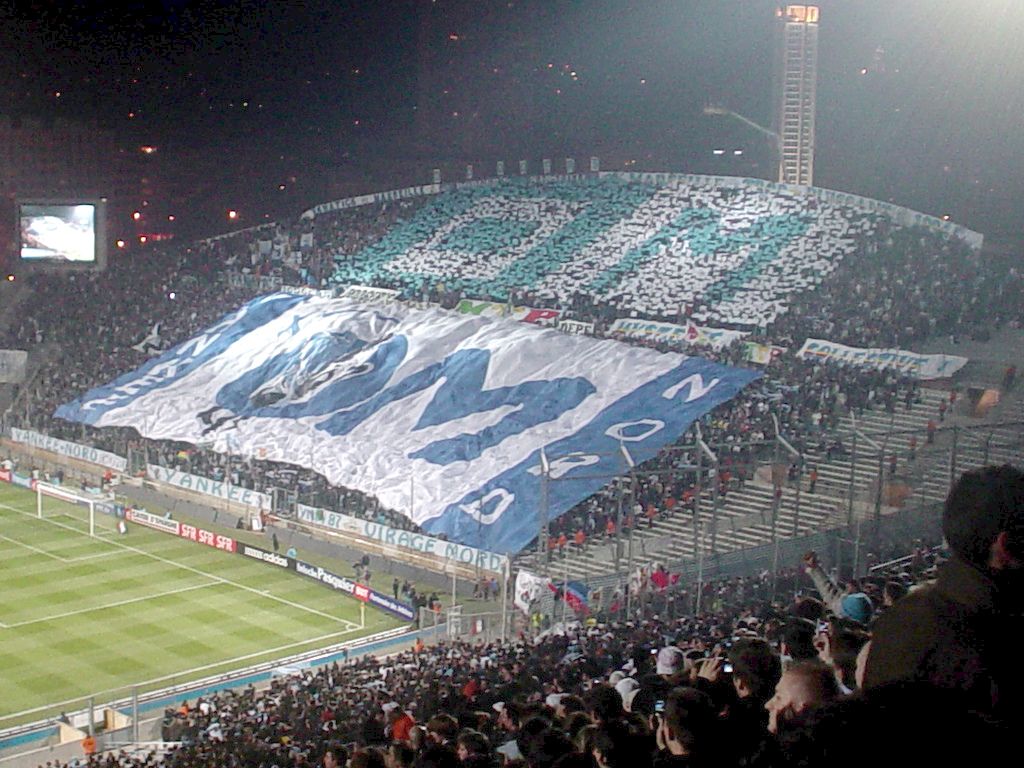
2007년 쿠프 드 프랑스 마르세유-리옹 전
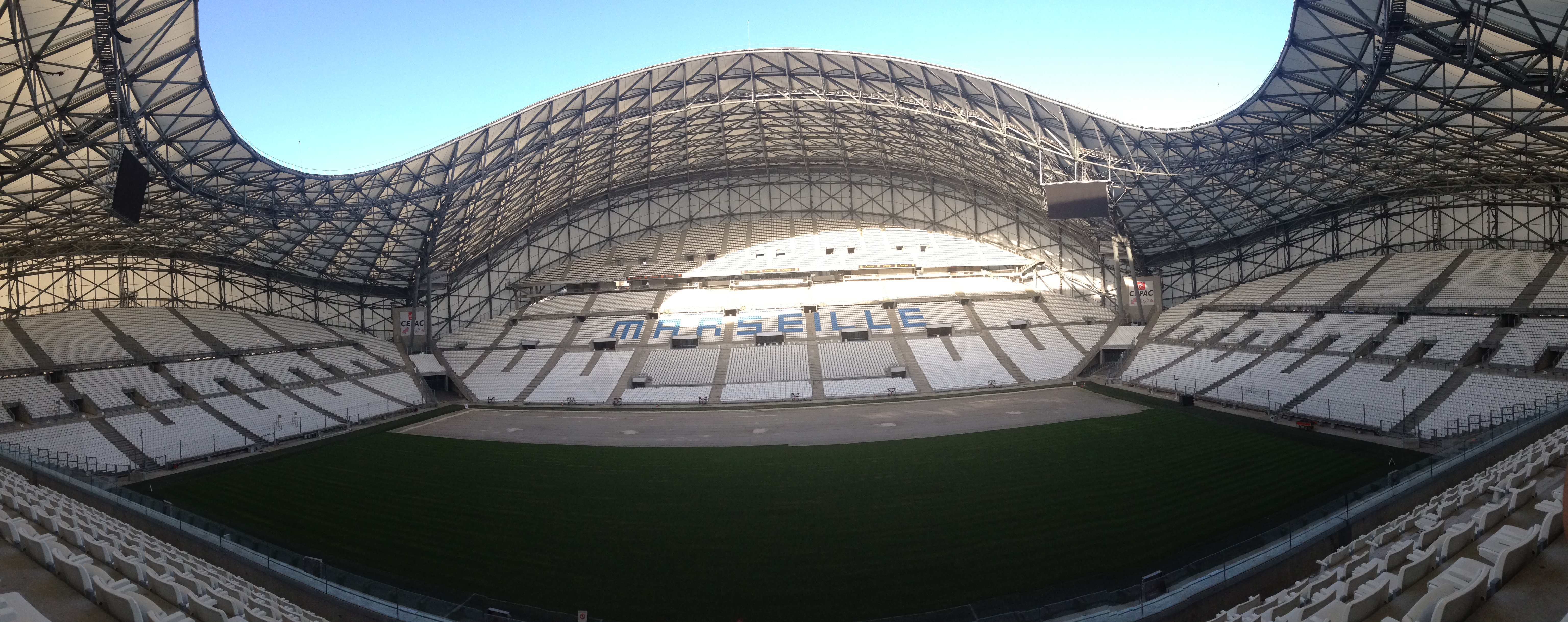
경기장 내부